# Varpelev Station
Varpelev Station er en dansk jernbanestation i Varpelev på Østbanen. Trinbrættet blev oprindeligt åbnet 19. juni 1881, og det blev nedlagt 25. september 1983. Det blev genåbnet 28. maj 1989.